# Lijst van Marskruisende planetoïden

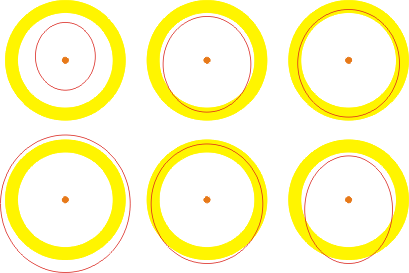
De baan van de planetoïde in rood en de baan van de planeet in geel. Binnenscheerder: bovenaan midden;
Buitenscheerder: onderaan midden;
Kruiser: onderaan rechts;
Co-orbitaal: bovenaan rechts

Een Marskruisende planetoïde is een planetoïde die de baan van Mars kruist. De bekende genummerde Marskruisende planetoïden in deze categorieën zijn hieronder vermeld:
¹ Binnenscheerder
² Buitenscheerder
³ Aardscheerder
- (132) Aethra ²
- (323) Brucia ²
- (391) Ingeborg ²
- (433) Eros
- (475) Ocllo ²
- (512) Taurinensis ²
- (699) Hela ²
- (719) Albert
- (887) Alinda
- (1009) Sirene ²
- (1011) Laodamia ²
- (1036) Ganymed
- (1065) Amundsenia ²
- (1131) Porzia ²
- (1134) Kepler ²
- (1139) Atami ²
- (1170) Siva ²
- (1198) Atlantis ²
- (1204) Renzia ²
- (1221) Amor
- (1235) Schorria ²
- (1293) Sonja ²
- (1310) Villigera ²
- (1316) Kasan ²
- (1374) Isora ²
- (1468) Zomba ²
- (1474) Beira ²
- (1508) Kemi ²
- (1565) Lemaître ²
- (1566) Icarus ³
- (1580) Betulia
- (1593) Fagnes ²
- (1620) Geographos ¹ ³
- (1627) Ivar
- (1640) Nemo ²
- (1656) Suomi ²
- (1685) Toro ³
- (1727) Mette ²
- (1747) Wright ²
- (1750) Eckert ²
- (1862) Apollo ³
- (1863) Antinous ³
- (1864) Daedalus ³
- (1865) Cerberus ¹ ³
- (1866) Sisyphus ³
- (1915) Quetzálcoatl
- (1916) Boreas
- (1917) Cuyo
- (1943) Anteros
- (1951) Lick ¹
- (1980) Tezcatlipoca
- (1981) Midas ³
- (2035) Stearns ²
- (2044) Wirt ²
- (2055) Dvořák ²
- (2059) Baboquivari
- (2061) Anza
- (2063) Bacchus ¹ ³
- (2064) Thomsen ²
- (2074) Shoemaker ²
- (2077) Kiangsu ²
- (2078) Nanking ²
- (2099) Öpik ²
- (2101) Adonis ³
- (2102) Tantalus ³
- (2135) Aristaeus ³
- (2201) Oljato ³
- (2202) Pele
- (2204) Lyyli ²
- (2212) Hephaistos ³
- (2253) Espinette ²
- (2329) Orthos ³
- (2335) James
- (2368) Beltrovata
- (2423) Ibarruri ²
- (2449) Kenos ²
- (2577) Litva ²
- (2608) Seneca
- (2629) Rudra
- (2744) Birgitta ²
- (2937) Gibbs ²
- (2968) Iliya ²
- (3040) Kozai ²
- (3102) Krok
- (3103) Eger ³
- (3122) Florence
- (3163) Randi ²
- (3198) Wallonia ²
- (3199) Nefertiti
- (3200) Phaethon ³
- (3216) Harrington ²
- (3255) Tholen ²
- (3267) Glo ²
- (3270) Dudley ²
- (3271) Ul
- (3287) Olmstead ²
- (3288) Seleucus
- (3343) Nedzel ²
- (3352) McAuliffe
- (3360) 1981 VA ³
- (3361) Orpheus ¹ ³
- (3362) Khufu ¹ ³
- (3392) Setouchi ²
- (3397) Leyla ²
- (3401) Vanphilos ²
- (3402) Wisdom ²
- (3416) Dorrit ²
- (3443) Leetsungdao ²
- (3496) Arieso ²
- (3551) Verenia
- (3552) Don Quixote
- (3553) Mera
- (3581) Alvarez ²
- (3635) 1981 WO1 ²
- (3671) Dionysus ³
- (3674) Erbisbühl ²
- (3691) Bede
- (3737) Beckman ²
- (3752) Camillo ³
- (3753) Cruithne ¹ ³
- (3757) 1982 XB
- (3800) Karayusuf ²
- (3833) Calingasta
- (3838) Epona ³
- (3854) George ²
- (3858) Dorchester ²
- (3873) Roddy ²
- (3908) Nyx
- (3920) Aubignan ²
- (3988) 1986 LA
- (4015) Wilson-Harrington ³
- (4034) 1986 PA ¹ ³
- (4055) Magellan
- (4142) Dersu-Uzala ²
- (4179) Toutatis ³
- (4183) Cuno ³
- (4197) 1982 TA ³
- (4205) David Hughes ²
- (4257) Ubasti ³
- (4276) Clifford ²
- (4341) Poseidon ³
- (4401) Aditi
- 4435 Holt ²
- 4450 Pan ³
- 4451 Grieve ²
- 4486 Mithra ³
- 4487 Pocahontas
- 4503 Cleobulus
- 4558 Janesick ²
- 4581 Asclepius ¹ ³
- 4587 Rees
- (4596) 1981 QB
- 4660 Nereus ³
- (4688) 1980 WF
- 4769 Castalia ¹ ³
- 4775 Hansen
- 4910 Kawasato ²
- 4947 Ninkasi ¹
- (4953) 1990 MU ³
- 4954 Eric
- 4957 Brucemurray
- (4995) 1984 QR ²
- 5011 Ptah ³
- 5038 Overbeek ²
- 5066 Garradd ²
- (5131) 1990 BG ³
- 5143 Heracles ³
- (5189) 1990 UQ ³
- 5201 Ferraz-Mello ²
- 5230 Asahina ²
- 5246 Migliorini ²
- (5251) 1985 KA ²
- (5253) 1985 XB ²
- 5261 Eureka
- 5275 Zdislava ²
- 5324 Lyapunov
- (5332) 1990 DA
- 5335 Damocles ²
- 5349 Paulharris ²
- 5370 Taranis
- 5392 Parker ²
- (5407) 1992 AX
- (5496) 1973 NA ³
- (5510) 1988 RF7 ²
- 5585 Parks ²
- (5587) 1990 SB
- (5620) 1990 OA
- 5621 Erb ²
- (5626) 1991 FE
- 5641 McCleese ²
- 5642 Bobbywilliams ²
- (5645) 1990 SP ³
- (5646) 1990 TR
- 5649 Donnashirley ²
- 5653 Camarillo
- (5660) 1974 MA ³
- 5682 Beresford ²
- (5693) 1993 EA ³
- 5720 Halweaver ²
- 5731 Zeus ³
- (5732) 1988 WC
- 5738 Billpickering ²
- 5751 Zao
- 5786 Talos ³
- 5797 Bivoj
- 5817 Robertfrazer ²
- (5828) 1991 AM ³
- (5836) 1993 MF
- 5863 Tara
- (5867) 1988 RE
- 5869 Tanith
- 5870 Baltimore ²
- 5879 Almeria
- (5892) 1981 YS1 ²
- (5929) 1974 XT ²
- 5999 Plescia ²
- (6037) 1988 EG ³
- 6041 Juterkilian ²
- 6042 Cheshirecat ²
- (6047) 1991 TB1 ³
- (6050) 1992 AE
- (6053) 1993 BW3 ³
- 6063 Jason ³
- (6130) 1989 SL5
- 6141 Durda ²
- 6170 Levasseur ²
- 6172 Prokofeana ²
- (6178) 1986 DA
- 6183 Viscome ²
- 6239 Minos ¹ ³
- 6249 Jennifer ²
- 6261 Chione ²
- (6263) 1980 PX ²
- 6318 Cronkite
- (6322) 1991 CQ
- (6386) 1989 NK1 ²
- 6411 Tamaga ²
- (6444) 1989 WW ²
- 6446 Lomberg ²
- (6454) 1991 UG1 ²
- (6455) 1992 HE ³
- 6456 Golombek
- 6485 Wendeesther ²
- 6487 Tonyspear ²
- 6489 Golevka ³
- (6490) 1991 NR2 ²
- (6491) 1991 OA
- 6500 Kodaira ²
- 6523 Clube ²
- 6564 Asher
- (6569) 1993 MO
- 6585 O'Keefe ²
- (6611) 1993 VW ³
- 6847 Kunz-Hallstein ²
- (6874) 1994 JO1 ²
- 6909 Levison ²
- 7002 Bronshten ²
- (7025) 1993 QA ³
- 7079 Baghdad ²
- 7088 Ishtar
- 7092 Cadmus ³
- 7096 Napier
- (7236) 1987 PA
- (7267) 1943 DF ²
- 7304 Namiki ²
- 7330 Annelemaître ²
- (7335) 1989 JA ³
- 7336 Saunders
- (7341) 1991 VK ³
- 7345 Happer ²
- (7350) 1993 VA ³
- 7358 Oze
- 7369 Gavrilin ²
- 7445 Trajanus ²
- (7467) 1989 WQ1 ²
- (7474) 1992 TC
- 7480 Norwan
- (7482) 1994 PC1 ³
- 7505 Furusho ²
- (7604) 1995 QY2
- (7660) 1993 VM1 ²
- 7723 Lugger ²
- (7753) 1988 XB ³
- 7778 Markrobinson ²
- 7816 Hanoi ²
- 7818 Muirhead ²
- (7839) 1994 ND
- (7870) 1987 UP2 ²
- (7888) 1993 UC ³
- (7889) 1994 LX ³
- (7977) 1977 QQ5
- 8013 Gordonmoore
- (8014) 1990 MF ³
- 8034 Akka
- (8035) 1992 TB ³
- (8037) 1993 HO1
- (8176) 1991 WA ³
- (8201) 1994 AH2 ³
- 8251 Isogai ²
- (8256) 1981 UZ9 ²
- (8355) 1989 RQ1 ²
- 8373 Stephengould ²
- 8444 Popovich ²
- (8507) 1991 CB1 ³
- (8566) 1996 EN ³
- (8567) 1996 HW1
- 8651 Alineraynal ²
- 8709 Kadlu
- 8722 Schirra ²
- (9058) 1992 JB ³
- (9068) 1993 OD ²
- 9082 Leonardmartin ²
- (9162) 1987 OA ³
- 9172 Abhramu
- (9202) 1993 PB ³
- (9292) 1982 UE2 ²
- (9400) 1994 TW1
- 9551 Kazi ²
- 9564 Jeffwynn ²
- (9572) 1988 RS6 ²

- 9671 Hemera ²
- 9767 Midsomer Norton ²
- (9773) 1993 MG1 ²
- (9856) 1991 EE ³
- (9881) 1994 SE ²
- (9950) 1990 VB
- (9969) Braille
- (9992) 1997 TG19 ²
- 10051 Albee ²
- (10115) 1992 SK ¹ ³
- (10145) 1994 CK1 ³
- (10150) 1994 PN
- (10165) 1995 BL2 ³
- 10295 Hippolyta
- (10302) 1989 ML ¹
- 10416 Kottler
- 10502 Armaghobs ²
- (10548) 1992 PJ2 ²
- (10578) 1995 LH ²
- (10636) 1998 QK56 ³
- (10737) 1988 DZ4 ²
- (10860) 1995 LE
- (10984) 3507 T-3 ²
- (11054) 1991 FA
- 11066 Sigurd ³
- (11152) 1997 YH5 ²
- 11284 Belenus
- 11311 Peleus ³
- (11318) 1994 XZ4 ²
- (11398) 1998 YP11
- (11405) 1999 CV3 ³
- (11466) 1981 EL33 ²
- (11500) 1989 UR ¹ ³
- 11836 Eileen ²
- (11885) 1990 SS ³
- 12008 Kandrup
- (12009) 1996 UE ²
- (12198) 1980 PJ1 ²
- (12390) 1994 WB1 ²
- (12520) 1998 HV78 ²
- (12538) 1998 OH ³
- (12711) 1991 BB ¹ ³
- (12923) 1999 GK4 ³
- (13091) 1992 PT3 ²
- (13153) 1995 QC3 ²
- (13551) 1992 FL1 ²
- (13553) 1992 JE
- (13651) 1997 BR ³
- (13819) 1999 SX5 ²
- (13920) 1985 PE1 ²
- (14017) 1994 NS ²
- (14211) 1999 NT1 ²
- (14222) 1999 WS1 ²
- 14223 Dolby ²
- 14309 Defoy ²
- (14402) 1991 DB
- (14461) 1993 FL54 ²
- (14581) 1998 RT4 ²
- (14653) 1998 YV11 ²
- 14827 Hypnos ³
- (14982) 1997 TH19 ²
- 15609 Kosmaczewski ²
- 15673 Chetaev ²
- (15700) 1987 QD ²
- (15745) 1991 PM5
- (15778) 1993 NH ²
- 15790 Keizan ²
- 15817 Lucianotesi ¹
- (16064) 1999 RH27
- 16142 Leung ²
- (16143) 1999 XK142 ²
- (16465) 1990 FV1 ²
- (16474) 1990 QG3 ²
- 16529 Dangoldin ²
- 16588 Johngee ²
- (16591) 1992 SY17 ²
- (16635) 1993 QO ²
- (16636) 1993 QP
- (16657) 1993 UB
- (16695) 1995 AM
- (16724) 1995 YV3 ²
- (16816) 1997 UF9 ³
- (16834) 1997 WU22 ³
- (16851) 1997 YU1 ²
- (16868) 1998 AK8 ²
- 16912 Rhiannon
- (16958) 1998 PF ²
- (16960) 1998 QS52 ³
- (17181) 1999 UM3 ³
- (17182) 1999 VU ³
- (17188) 1999 WC2 ³
- (17274) 2000 LC16
- (17435) 1989 SP3 ²
- 17493 Wildcat ²
- (17511) 1992 QN ¹ ³
- (17555) 1993 VC5 ²
- 17640 Mount Stromlo ²
- 17744 Jodiefoster ²
- (18106) 2000 NX3
- (18109) 2000 NG11
- (18172) 2000 QL7
- (18181) 2000 QD34 ²
- (18195) 2000 QG116 ²
- 18284 Tsereteli ²
- 18398 Bregenz ²
- (18499) 1996 MR ²
- (18514) 1996 TE11
- (18620) 1998 DS10 ²
- (18726) 1998 KC2 ²
- (18736) 1998 NU
- (18751) 1999 GO9 ²
- (18882) 1999 YN4
- (18899) 2000 JQ2 ²
- (18916) 2000 OG44 ²
- (18919) 2000 OJ52 ²
- (19080) 1970 JB ²
- 19127 Olegefremov ²
- (19356) 1997 GH3
- (19388) 1998 DQ3 ²
- (19402) 1998 EG14 ²
- (19764) 2000 NF5
- (19877) 9086 P-L ²
- (19958) 1985 RN4 ²
- 20037 Duke ²
- (20062) 1993 QB3 ²
- (20086) 1994 LW
- (20137) 1996 PX8 ²
- (20187) 1997 AN17 ²
- (20236) 1998 BZ7 ³
- (20255) 1998 FX2
- (20425) 1998 VD35 ³
- (20429) 1998 YN1 ³
- (20446) 1999 JB80 ²
- 20460 Robwhiteley
- (20691) 1999 VY72 ²
- (20786) 2000 RG62 ²
- (20790) 2000 SE45
- (20826) 2000 UV13 ³
- (20860) 2000 VS34 ²
- (20958) A900 MA ²
- 21001 Trogrlic ²
- (21028) 1989 TO ²
- (21030) 1989 TZ11 ²
- (21056) 1991 CA1 ²
- (21088) 1992 BL2
- (21104) 1992 PY ²
- (21183) 1994 EO2 ²
- (21228) 1995 SC ²
- (21277) 1996 TO5
- (21374) 1997 WS22 ¹
- (21788) 1999 SZ5 ²
- (21893) 1999 VL4 ²
- (21966) 1999 WJ9 ²
- (22099) 2000 EX106 ¹ ³
- 22168 Weissflog ²
- (22283) 1986 PY ²
- (22385) 1994 EK7 ²
- (22449) 1996 VC ²
- (22601) 1998 HD124 ²
- (22753) 1998 WT ³
- (22771) 1999 CU3 ³
- (22807) 1999 RK7 ²
- (22844) 1999 RU111 ²
- (23183) 2000 OY21
- (23187) 2000 PN9 ³
- (23250) 2000 WQ181 ²
- (23548) 1994 EF2
- (23606) 1996 AS1
- (23621) 1996 PA
- (23714) 1998 EC3
- (23726) 1998 HG48 ²
- (23738) 1998 JZ1 ²
- (23983) 1999 NS11 ²
- (24029) 1999 RT198 ²
- (24143) 1999 VY124 ²
- (24242) 1999 XY100 ²
- (24443) 2000 OG ³
- (24445) 2000 PM8 ³
- (24447) 2000 QY1
- (24475) 2000 VN2
- (24495) 2001 AV1 ²
- 24643 MacCready ²
- 24654 Fossett ²
- (24682) 1990 BH ²
- (24693) 1990 SB2 ²
- 24761 Ahau ³
- (24806) 1994 RH9 ²
- (24809) 1994 TW3 ²
- (24814) 1994 VW1 ²
- (24819) 1994 XY4 ²
- (24883) 1996 VG9 ²
- (24970) 1998 FC12 ²
- (25037) 1998 QC37 ²
- 25143 Itokawa ³
- (25330) 1999 KV4 ³
- (25362) 1999 TH24 ²
- (25872) 2000 MV1
- (25916) 2001 CP44
- (25974) 2001 FF43 ²
- (26050) 3167 T-2 ²
- (26074) 1977 TD ²
- (26120) 1991 VZ2 ²
- (26129) 1993 DK ²
- (26166) 1995 QN3
- (26189) 1997 AX12 ²
- (26209) 1997 RD1 ²
- (26310) 1998 TX6
- (26379) 1999 HZ1 ³
- (26385) 1999 RN20 ²
- (26471) 2000 AS152 ²
- (26663) 2000 XK47 ³
- (26677) 2001 EJ18
- (26760) 2001 KP41
- (26817) 1987 QB
- (26822) 1988 RG13 ²
- 26858 Misterrogers ²
- 26879 Haines ²
- (27002) 1998 DV9 ³
- (27031) 1998 RO4
- (27057) 1998 SP33 ²
- (27089) 1998 UE15 ²
- (27234) 1999 RC2
- (27346) 2000 DN8
- (27351) 2000 DO73 ²
- (27657) 1974 PC ²
- (27995) 1997 WL2 ²
- (28017) 1997 YV13 ²
- (28085) 1998 QO98 ²
- (28203) 1998 XL48 ²
- (28565) 2000 EO58 ²
- (29075) 1950 DA ³
- (29180) 1990 SW1 ²
- (29407) 1996 UW ²
- (29451) 1997 RM1 ²
- (29566) 1998 FK5 ²
- (29780) 1999 CJ50 ²
- (30105) 2000 FO3 ²
- (30555) 2001 OM59 ²
- (30717) 1937 UD ²
- (30765) 1981 EJ48 ²
- (30767) 1983 VQ1 ²
- (30771) 1986 PO2 ²
- 30775 Lattu ²
- 30785 Greeley ²
- (30786) 1988 QC ²
- (30800) 1989 ST ²
- (30825) 1990 TG1 ³
- (30854) 1991 VB
- (30856) 1991 XE ²
- (30963) 1994 WO3 ²
- (30997) 1995 UO5 ³
- (31076) 1996 XH1 ²
- 31098 Frankhill ²
- (31180) 1997 YX3 ²
- (31210) 1998 BX7
- (31221) 1998 BP26
- (31318) 1998 GQ10 ²
- (31320) 1998 HX2 ²
- (31345) 1998 PG
- (31346) 1998 PB1
- (31367) 1998 WB9 ²
- (31415) 1999 AK23 ²
- (31662) 1999 HP11 ³
- (31669) 1999 JT6 ³
- (31832) 2000 AP59 ²
- (31843) 2000 CQ80 ²
- (31845) 2000 DK17 ²
- (31869) 2000 EF101 ²
- (31881) 2000 FL15 ²
- (31895) 2000 FX44 ²
- (31913) 2000 GM56 ²
- (32039) 2000 JO23 ²
- (32122) 2000 LD10 ²
- (32575) 2001 QY78 ²
- (32581) 2001 QW98 ²
- (32827) 1992 DF1 ²
- (32890) 1994 AL1 ²
- (32897) 1994 PD ²
- (32906) 1994 RH
- (32910) 1994 TE15 ²
- (33060) 1997 VY ²
- (33073) 1997 WU16 ²
- 33330 Barèges ²
- (33836) 2000 FB39 ²
- (33865) 2000 JX15 ²
- (33881) 2000 JK66 ²
- (34048) 2000 OR35 ²
- (34613) 2000 UR13
- (34706) 2001 OP83 ²
- (34755) 2001 QW120 ²
- (34759) 2001 QL151 ²
- (34817) 2001 SE116 ²
- (35056) 1984 ST ²
- (35368) 1997 UB8 ²
- (35396) 1997 XF11 ³
- (35432) 1998 BG9
- (35670) 1998 SU27 ³
- (35709) 1999 FR28 ²
- (36017) 1999 ND43
- (36183) 1999 TX16
- (36236) 1999 VV ³
- (36282) 2000 CT98 ²
- (36284) 2000 DM8 ³
- (36771) 2000 RD97 ²
- (36779) 2000 SW1 ²
- (37152) 2000 VV56 ²
- (37308) 2001 OP16 ²
- (37314) 2001 QP ²
- (37329) 2001 QW108
- (37336) 2001 RM
- (37359) 2001 UM17 ²
- (37367) 2001 VC ²
- (37378) 2001 VU76 ²
- (37384) 2001 WU1
- (37479) 1130 T-1 ²
- (37568) 1989 TP ²
- (37596) 1991 VV6 ²
- (37638) 1993 VB ³
- 37655 Illapa ³
- (37671) 1994 UY11 ²

- (37802) 1997 XD11 ²
- (38063) 1999 FH ²
- (38066) 1999 FO19
- (38071) 1999 GU3
- (38074) 1999 GX19 ²
- (38086) 1999 JB ³
- (38091) 1999 JT3
- (38181) 1999 JG124 ²
- (38239) 1999 OR3 ³
- (38647) 2000 OW8 ²
- (38683) 2000 QQ7 ²
- (39096) 2000 WE1 ²
- (39235) 2000 YH55 ²
- (39489) 1981 EU6 ²
- (39557) 1992 JG
- (39561) 1992 QA ²
- (39565) 1992 SL
- (39572) 1993 DQ1
- (39702) 1996 TZ10 ²
- 39741 Komm ²
- (39774) 1997 GO27 ¹
- (39796) 1997 TD
- (40245) 1998 WO7 ²
- (40263) 1999 FQ5
- (40267) 1999 GJ4 ³
- (40271) 1999 JT ²
- (40310) 1999 KU4
- (40315) 1999 LS ²
- (40329) 1999 ML
- (40430) 1999 RL28 ²
- (40468) 1999 RF46 ²
- (40719) 1999 SZ2 ²
- (41074) 1999 VL40 ²
- (41223) 1999 XD16 ²
- (41429) 2000 GE2 ³
- (41434) 2000 GB82 ²
- (41440) 2000 HZ23
- (41464) 2000 OL22 ²
- (41475) 2000 PR13 ²
- (41503) 2000 QG148 ²
- (41574) 2000 SQ1 ²
- (41577) 2000 SV2 ²
- (41588) 2000 SC46 ²
- (41774) 2000 VR44 ²
- (42286) 2001 TN41 ³
- (42501) 1992 YC ²
- (42531) 1995 LJ ²
- (42609) 1998 DB34 ²
- (42805) 1999 JU1 ²
- (42811) 1999 JN81 ²
- (42887) 1999 RV155 ²
- (43017) 1999 VA2 ²
- (43369) 2000 WP3 ²
- (44010) 1997 UH11 ²
- (44168) 1998 JJ4 ²
- (44200) 1998 MJ25 ²
- (44619) 1999 RO42 ²
- (45074) 1999 XA38 ²
- (45164) 1999 XK127 ²
- (45251) 1999 YN ²
- (45764) 2000 LV ²
- (46433) 2002 JQ67 ²
- (46598) 1993 FT2 ²
- (46771) 1998 HM7 ²
- (46773) 1998 HZ12 ²
- (46780) 1998 HH52 ²
- (46818) 1998 MZ24 ²
- (47035) 1998 WS ²
- (47145) 1999 RN11 ²
- (47199) 1999 TY204 ²
- (47343) 1999 XL45 ²
- (47576) 2000 AW172 ²
- (47581) 2000 AN178 ²
- (47588) 2000 AM201 ²
- (47648) 2000 CA40 ²
- (47834) 2000 EN114 ²
- (48338) 2002 PV27 ²
- (48450) 1991 NA ²
- (48468) 1991 SS1 ²
- (48570) 1994 EA2 ²
- (48603) 1995 BC2
- (48621) 1995 OC ²
- (48864) 1998 HK43 ²
- (49385) 1998 XA12 ²
- (49664) 1999 MV ²
- (49952) 1999 XH212 ²
- (50143) 2000 AB132 ²
- (50354) 2000 CX70 ²
- (50867) 2000 GM4 ²
- (51075) 2000 GG162 ²
- (51157) 2000 HB57 ²
- (51356) 2000 RY76 ²
- (51773) 2001 MV ²
- (52297) 1991 CH2 ²
- (52310) 1991 VJ ²
- (52317) 1992 BC1 ²
- (52340) 1992 SY ³
- (52381) 1993 HA ¹
- (52384) 1993 HZ5 ²
- (52387) 1993 OM7 ¹
- (52439) 1994 QL ²
- (52453) 1994 WC ²
- (52689) 1998 FF2
- (52722) 1998 GK ²
- (52730) 1998 HN4 ²
- (52750) 1998 KK17 ³
- (52760) 1998 ML14 ³
- (52761) 1998 MN14
- (52762) 1998 MT24 ³
- (52768) 1998 OR2
- (52800) 1998 QT60 ²
- (53110) 1999 AR7
- (53319) 1999 JM8 ³
- (53409) 1999 LU7 ³
- (53426) 1999 SL5 ³
- (53429) 1999 TF5 ³
- (53430) 1999 TY16
- (53431) 1999 UQ10 ²
- (53432) 1999 UT55 ²
- (53435) 1999 VM40
- (53550) 2000 BF19 ³
- (53789) 2000 ED104 ³
- (54013) 2000 GA97 ²
- (54071) 2000 GQ146 ¹
- (54401) 2000 LM
- (54660) 2000 UJ1
- (54686) 2001 DU8
- (54690) 2001 EB
- (54697) 2001 FA70 ²
- (54718) 2001 HB61 ²
- (54754) 2001 KJ56 ²
- (54789) 2001 MZ7
- (55043) 2001 QL59 ²
- (55333) 2001 SZ117 ²
- (55380) 2001 SB264 ²
- (55401) 2001 SX316 ²
- (55532) 2001 WG2 ³
- (55757) 1991 XN ²
- (55760) 1992 BL1 ²
- (55825) 1995 SD4 ²
- (55969) 1998 KH56 ²
- (56950) 2000 SA2 ²
- (57004) 2000 SP349 ²
- (57047) 2001 LG1 ²
- (57878) 2001 YZ148 ²
- (57924) 2002 FO28 ²
- (58023) 2002 VR40 ²
- (58046) 2002 XA14 ²
- (58050) 2002 YA ²
- (58070) 1034 T-2 ²
- (58141) 1981 UW22 ²
- (58149) 1987 SX11 ²
- (58175) 1990 SE15 ²
- (58325) 1994 RE11 ²
- (58683) 1998 AJ10 ²
- (58980) 1998 RG47 ²
- (59490) 1999 JD4 ²
- (59836) 1999 RN44 ²
- (59979) 1999 SV5 ²
- (60187) 1999 VL23 ²
- (60216) 1999 VG82 ²
- (60375) 2000 AY146 ²
- (60396) 2000 AG243 ²
- (60689) 2000 GG37 ²
- (60733) 2000 GL80 ²
- (60735) 2000 GF82 ²
- (60886) 2000 JB10 ²
- (60924) 2000 JF44 ²
- (61256) 2000 OT25 ²
- (61343) 2000 PC5 ²
- (61416) 2000 QL12 ²
- (61550) 2000 QK70 ²
- (61799) 2000 QC184 ²
- (62042) 2000 RF65 ²
- (62047) 2000 RE66 ²
- (62268) 2000 SQ90 ²
- (62730) 2000 TE59 ²
- (63160) 2000 YN8 ²
- (63164) 2000 YU14 ²
- (63341) 2001 FD77 ²
- (63583) 2001 QP31 ²
- (65335) 2002 LR58 ²
- (65425) 2002 TL129 ²
- (65433) 2002 TX238 ²
- (65674) 1988 SM
- (65682) 1990 QU2 ²
- (65690) 1991 DG ³
- (65706) 1992 NA
- (65717) 1993 BX3 ³
- (65733) 1993 PC ³
- (65742) 1993 TY18 ²
- (65757) 1994 FV ²
- (65776) 1995 SW3 ²
- (65784) 1995 UF4 ²
- (65803) Didymos ³
- (65808) 1996 LO1 ²
- (65817) 1996 TC33 ²
- (65909) 1998 FH12 ³
- (65996) 1998 MX5
- (65999) 1998 ND ²
- (66008) 1998 QH2 ³
- (66063) 1998 RO1 ³
- (66251) 1999 GJ2
- (66253) 1999 GT3 ³
- (66269) 1999 JN3 ²
- (66272) 1999 JW6
- (66280) 1999 JF12 ²
- (66294) 1999 JS27 ²
- (66358) 1999 JW87 ²
- (66419) 1999 NR13 ²
- (66458) 1999 QV1 ²
- (66959) 1999 XO35
- (67284) 2000 GD1 ²
- (67367) 2000 LY27 ¹
- (67381) 2000 OL8 ³
- (67399) 2000 PJ6 ³
- (67473) 2000 RH6 ²
- (67502) 2000 RE44 ²
- (67522) 2000 RB79 ²
- (67729) 2000 UQ23 ²
- (67865) 2000 WG23 ²
- (67930) 2000 WP122 ²
- (67943) 2000 WP151 ²
- (68031) 2000 YK29 ¹
- (68063) 2000 YJ66
- (68134) 2001 AT18 ²
- (68216) 2001 CV26 ³
- (68267) 2001 EA16 ³
- (68278) 2001 FC7 ¹
- (68346) 2001 KZ66 ³
- (68348) 2001 LO7 ³
- (68350) 2001 MK3
- (68359) 2001 OZ13
- (68372) 2001 PM9 ³
- (68548) 2001 XR31 ³
- (68569) 2001 YE3 ²
- (68944) 2002 PQ130 ²
- (68950) 2002 QF15 ¹ ³
- (69045) 2002 XN59 ²
- (69117) 2003 EX2 ²
- 69230 Hermes ³
- (69239) 1978 XT ²
- (69260) 1982 TJ ²
- (69274) 1989 UZ1 ²
- (69307) 1992 ON ²
- (69311) 1992 QC ²
- (69350) 1993 YP ²
- (69466) 1996 VZ5 ²
- (69701) 1998 HP49 ²
- (70055) 1999 JN6 ²
- (70056) 1999 JJ8 ²
- (70111) 1999 LM7 ²
- (71997) 2000 WD178 ²
- (72044) 2000 YH5 ²
- (72204) 2000 YV133 ²
- (72569) 2001 EC13 ²
- (73534) 2003 OD7 ²
- (73575) 4789 P-L ²
- (73669) 1981 WL2 ²
- (73673) 1986 RX1 ²
- (73681) 1989 TL18 ²
- (73735) 1993 QE3 ²
- (73865) 1997 AW ²
- (74217) 1998 RB73 ²
- (74523) 1999 GA6 ²
- (74539) 1999 JD15 ²
- (74558) 1999 LT13 ²
- (74561) 1999 LE18 ²
- (74564) 1999 NY1 ²
- (74576) 1999 NG25 ²
- (74644) 1999 RK63 ²
- (74721) 1999 RH167 ²
- (74779) 1999 RF241 ²
- (74789) 1999 SY5 ²
- (74823) 1999 TD15 ²
- (74839) 1999 TZ34 ²
- (74998) 1999 TV276 ²
- (75015) 1999 UW4 ²
- (75017) 1999 UE5 ²
- (75079) 1999 VN24 ²
- (75303) 1999 XQ35 ²
- (75409) 1999 XR104 ²
- (75412) 1999 XJ108 ²
- (75567) 2000 AK1 ²
- (75933) 2000 CB75 ²
- (76789) 2000 LG16 ²
- (76828) 2000 SL161 ²
- (76978) 2001 BY60 ²
- (77971) 2002 JA11 ²
- (78545) 2002 RT121 ²
- (78587) 2002 SZ12 ²
- (79137) 1991 PD15 ²
- (79150) 1992 UR7 ²
- (79219) 1994 LN ²
- (79512) 1998 KE3 ²
- (79558) 1998 QE51 ²
- (79571) 1998 QG92 ²
- (79576) 1998 QG98 ²
- (79611) 1998 RC52 ²
- (79721) 1998 SE112 ²
- (80023) 1999 JY1 ²
- (80098) 1999 MV1 ²
- (80107) 1999 RG29 ²
- (80250) 1999 WW9 ²
- (80356) 1999 XM124 ²
- (80366) 1999 XA142 ²
- (80593) 2000 AG144 ²
- (82059) 2000 UM30 ²
- (82085) 2001 CL20 ²
- (82105) 2001 FG26 ²
- (82124) 2001 FO78 ²
- (82233) 2001 JF1 ²
- (82474) 2001 OB23 ²
- (82676) 2001 PV23 ²
- (82913) 2001 QN103 ²
- (83120) 2001 QP246 ²
- (83988) 2002 LC34 ²
- (83992) 2002 MG3 ²
- (84667) 2002 VO82 ²